# Ертинген
Ертинген (њем. Ertingen) општина је у њемачкој савезној држави Баден-Виртемберг. Једно је од 45 општинских средишта округа Биберах. Према процјени из 2010. у општини је живјело 5.499 становника. Посједује регионалну шифру (AGS) 8426045.

## Географски и демографски подаци
Ертинген се налази у савезној држави Баден-Виртемберг у округу Биберах. Општина се налази на надморској висини од 569 метара. Површина општине износи 37,7 km². У самом мјесту је, према процјени из 2010. године, живјело 5.499 становника. Просјечна густина становништва износи 146 становника/km².

## Међународна сарадња
| Мјесто          | Држава    | Врста сарадње | Од    |
| --------------- | --------- | ------------- | ----- |
| Гранж сир Волоњ | Француска | партнерство   | 1989. |
| Извор           |           |               |       |